# Villarcayo de Merindad de Castilla la Vieja
Villarcayo de Merindad de Castilla la Vieja és un municipi de la comarca de Las Merindades (província de Burgos), a la comunitat autònoma de Castella i Lleó. El municipi va nàixer de la unió de dos municipis precedents. Per un lloc, de Villarcayo, i per altre de l'antiga Merindat de Castella la Vella.

## Demografia
| 1977  | 1979  | 1981  | 1982  | 1986  | 1991  | 1994  | 1995  | 2000  | 2001  | 2003  | 2005  | 2006  | 2007  | 2008  |
| ----- | ----- | ----- | ----- | ----- | ----- | ----- | ----- | ----- | ----- | ----- | ----- | ----- | ----- | ----- |
| 4.249 | 4.374 | 4.558 | 4.229 | 4.480 | 4.487 | 4.181 | 4.162 | 3.798 | 3.777 | 3.877 | 4.031 | 4.377 | 4.521 | 4.813 |

## Situació administrativa
Està format per les entitats locals menors de:
| - La Aldea - Andino - Barriosuso - Barruelo - Bisjueces - Bocos - Campo - Casillas | - Céspedes - Cigüenza - Escaño - Fresnedo - Hocina - Horna - Incinillas | - Lechedo - Mozares - La Quintana de Rueda - Quintanilla de los Adrianos - Quintanilla Socigüenza - Salazar - Santa Cruz de Andino - Torme | - Tubilla - Villacanes - Villacomparada de Rueda - Villalaín - Villanueva la Blanca - Villanueva la Lastra - Villarías |  |

## Eleccions municipals de 2019
| Participació        | 2559 | 75,53% |
| Abstenció           | 829  |        |
| Vots a candidatures | 2559 | 97,36% |
| Vots en blanc       | 33   |        |
| Vots nuls           | 46   |        |

- Tabla de resultats:

| Partit polític | Vots emitits | Regidors |
| -------------- | ------------ | -------- |
| PP             | 560          | 3        |
| IMC            | 745          | 3        |
| Cs             | 626          | 3        |
| PSOE           | 420          | 2        |

Des del any 2017 l'alcalde és Adrián Serna del Pozo, del partit comarcalista Iniciativa Merindades de Castilla.

## Personatges il·lustres
- José María de Mena Álvarez, cap de la Fiscalia del Tribunal Superior de Justícia de Catalunya (1996-2006)